# Samuel Bing
Siegfried Bing, más conocido como Samuel Bing (Hamburgo, 26 de febrero de 1838 - Vaucresson, 6 de septiembre de 1905), fue un marchante de arte alemán, nacionalizado francés. Fue un gran impulsor del arte japonés, que introdujo en Occidente, así como un personaje destacado en el desarrollo del modernismo.

## Biografía
Miembro de una familia de amplios intereses comerciales, se trasladó a Francia en 1854 para ayudar en los negocios familiares, residiendo allí el resto de su vida, y nacionalizándose francés en 1876. En Francia empezó a ser llamado Samuel Bing, que sin embargo era el nombre de su hermano, Samuel Otto Bing (1850–1905).
En 1873, tras la muerte de su hermano mayor Michael, Siegfried se convirtió en el jefe de las empresas familiares Bing en Francia, desarrollando un negocio de importación y exportación a través de varias entidades comerciales con diversos socios y miembros de la familia. Se concentró en la importación y venta de objetos y obras de arte de países asiáticos, así como la exportación de productos franceses a Japón, a través de una oficina en Yokohama, dirigida por su hermano menor August. 
En diciembre de 1895 abrió su famosa galería de arte, la Maison de l'Art Nouveau, que mostró obras de artistas de este movimiento. Durante el período de mayor éxito de la galería, 1896-1902, Bing manejó una amplia gama de trabajos artísticos, incluidos tejidos, cristalería, joyería, pinturas, cerámica, vitrales y mobiliario. En su apogeo, las empresas comerciales de Bing llegaban desde el Lejano Oriente a Estados Unidos, relacionándose con clientes que iban desde coleccionistas privados a los museos más importantes, y ayudando a promover un mercado del arte mundial. Su pabellón en la Exposición Universal de París (1900) fue especialmente notable.
También promovió notablemente el arte japonés, el cual puso de moda, dando inicio al llamado japonismo, y coadyuvando a la influencia japonesa en estilo Art Nouveau. Publicó una revista mensual, Le Japon Artistique, que comenzó en 1888 y se recogió en tres volúmenes en 1891.
Su hijo Marcel Bing fue un famoso diseñador de joyas en el movimiento Art Nouveau.